# Georg Joachim Schmitt
Georg Joachim Schmitt (* 18. Mai 1963 in Trier) ist ein deutscher Künstler und Autor.

## Leben
Schmitt studierte Klassische Philologie, Philosophie und Kunstgeschichte in Bonn und Tübingen.
Seine Arbeiten umfassen Photoarbeiten, Gemälde, Zeichnungen, plastische Arbeiten, Kunstfilme, Erfindungen, Kompositionen, Bucheditionen, Artikel bei SPIEGELonline und der Süddeutschen Zeitung, Dokumentationen, Performances und wissenschaftliche Abhandlungen.
Zu seinen bekanntesten Arbeiten gehört „Der Nährwert des Geldes“, eine Serie von Drucken mit den Ergebnissen lebensmittelchemischer Analysen von D-Mark, Dollar und Euro. Im Jahre 2006 initiierte Schmitt am Brandenburger Tor den ersten offiziellen Künstlerstreik in der deutschen Geschichte.
Schmitt ist Mitveranstalter der "cologne contemporary international art biennale 08".

## Werke (Auswahl)
- Alphabet der Elemente, 1998
- Du sollst keine anderen Götter speisen neben mir!, 2000
- Der Nährwert des Geldes, 1999–2002
- Die Allmacht des Blickes. Die Debatte um Mediengewalt im zeitgenössischen Film, edition nadir 2001
- Selbst, 2003
- The Art of Buying, 2004
- Die Vierzig Räuber von A…, Verlag Constantin Post 2005
- Erster Deutscher Künstlerstreik, 2006
- cologne contemporary international art biennale 08, 2008